# 7717 Табеіссі
7717 Табеіссі (7717 Tabeisshi) — астероїд головного поясу, відкритий 7 січня 1997 року.
Тіссеранів параметр щодо Юпітера — 3,441.
Названо на честь Табе Іссі (яп. たべ・いっし(田部一志) табе іссі).